# دانشگاه تگزاس در آستین
دانشگاه تگزاس در آستین (به انگلیسی: University of Texas at Austin) یا یوتی (UT)، یک دانشگاه تحقیقاتی دولتی در آستین واقع در ایالت تگزاس آمریکا است که در سال ۱۸۸۳ میلادی بنیان‌نهاده شده‌است. این دانشگاه از اعضای لیگ آیوی عمومی و انجمن دانشگاه‌های آمریکایی است و با بیش از ۵۰هزار دانشجو مشغول به فعالیت است. این دانشگاه یکی از دانشگاه‌های دولتی تگزاس می‌باشد و پنجمین دانشگاه بزرگ ایالات متحده است. این دانشگاه ۹ برنده جایزه نوبل تاکنون در خدمت خود داشته، و در رده‌بندی وبومتریک در رده ۱۰ جهانی قرار دارد.
این دانشگاه بیش از ۴۵۰٬۰۰۰ فارغ‌التحصیل داشته و امروزه دارای بیش از ۹۰۰ انجمن و تشکل دانشجویی می‌باشد.

## پیشینه

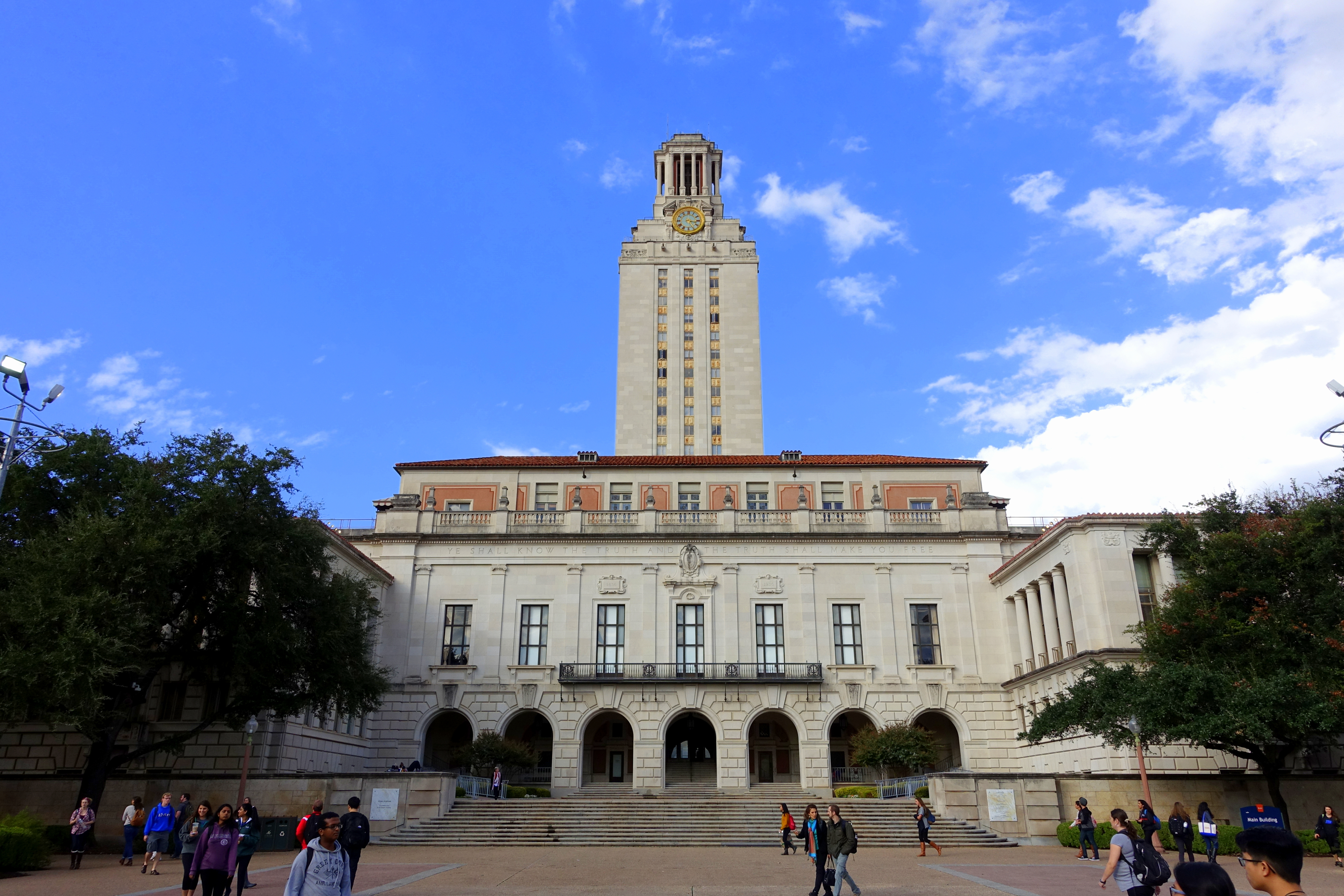
ساختمان مرکزی دانشگاه تگزاس در آستین

این دانشگاه پس از دانشگاه تگزاس A&M با قدمت‌ترین دانشگاه تگزاس است. این دانشگاه از بدو تأسیس، از زنان نیز ثبت نام به عمل می‌آورد، که در زمان خود عملی پیشتاز محسوب می‌گردید.
در سال ۱۹۳۷ ساختمان مرکزی دانشگاه تگزاس در آستین ساخته شد که ۹۴ متر ارتفاع داشت. در اول اوت ۱۹۶۶، چارلز ویتمن از بالای این برج با یک تفنگ شکاری دوربرد موفق به کشتن ۱۴ نفر از روی این برج گردید.

## رتبه‌بندی، افتخارات، و امکانات
این مؤسسه ۹ برنده جایزه نوبل تاکنون در خدمت خود داشته، و در رده‌بندی وبومتریک در رده ۱۰ جهانی قرار دارد.
این دانشگاه مجموعاً ۱۷ کتابخانه دارد که پاسخگوی نیازهای ۱۶ دانشکده در این دانشگاه می‌باشد. کتابخانه پری کاستاندا دانشگاه تگزاس در زمرهٔ ۱۰ تا بزرگترین کتابخانه‌های آکادمیک آمریکا بوده و با ۹ میلیون نسخه کتاب در رتبه پنجم قرار دارد.
| نوع رده‌بندی                                                    | سال  | رتبه           |
| -------------------------------------------------------------- | ---- | -------------- |
| تایمز لندن QS Supplement (کلی)                                 | ۲۰۱۳ | ۲۷ (جهانی)     |
| تایمز لندن QS Supplement (مهندسی)                              | ۲۰۱۱ | ۲۴ (جهانی)     |
| گزارش پژوهشی دانشگاه ووهان                                     | ۲۰۰۷ | ۲ (جهانی)      |
| SJTU (کلی)                                                     | ۲۰۱۰ | ۳۸ (جهانی)     |
| SJTU (علوم پایه و ریاضیات)                                     | ۲۰۱۰ | ۳۱ (جهانی)     |
| SJTU (مهندسی و علوم کامپیوتر)                                  | ۲۰۱۰ | ۶ (جهانی)      |
| SJTU (علوم اجتماعی)                                            | ۲۰۱۰ | ۲۰ (جهانی)     |
| نشریه نیوزویک                                                  | ۲۰۰۷ | ۲۷ (جهانی)     |
| وبومتریک                                                       | ۲۰۱۰ | ۱۰ (جهانی)     |
| فاکتور جی                                                      | ۲۰۰۶ | ۲۴ (جهانی)     |
| HEEACT تایوان                                                  | ۲۰۰۹ | ۷۵ (جهانی)     |
| US News & World Report در میان دانشگاه‌های عمومی                | ۲۰۱۱ | ۱۳ (در آمریکا) |
| Washington Monthly                                             | ۲۰۱۰ | ۵ (در آمریکا)  |
| Center for Measuring University Performance (در کل)            | ۲۰۰۹ | ۱۳ (در آمریکا) |
| Center for Measuring University Performance (دانشگاه‌های عمومی) | ۲۰۰۹ | ۸ (در آمریکا)  |
| کیپلینگر                                                       | ۲۰۰۹ | ۲۵ (در آمریکا) |
| از نظر تعداد جوایز ملی کسب شده توسط اعضای هیئت علمی            | ۲۰۰۶ | ۲۳ (در آمریکا) |
| نشریه پلیبوی                                                   | ۲۰۱۰ | ۱ (در آمریکا)  |

دانشگاه علم و صنعت ملک عبدالله در ساخت و الگوبرداری آموزشی خود از کمک‌های دانشگاه تگزاس در آستین استفاده کرده‌است.

### جوایز نوبل

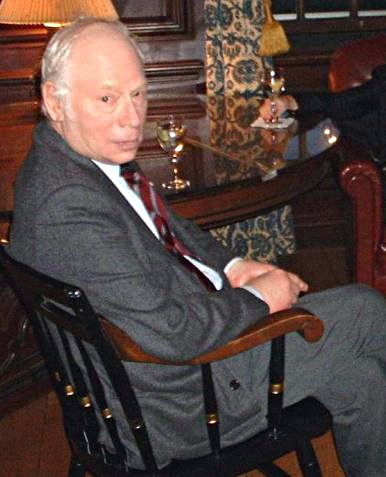
استیون واینبرگ، استاد برجسته فیزیک این دانشگاه

۹ برندهٔ جایزه نوبل تاکنون یا عضو هیئت علمی این دانشگاه بوده‌اند، یا دانش‌آموخته آن. این ۹ نفر عبارتند از:
- آلوا مردال
- جان ماکسول کوئتزه
- دانل توماس
- هرمن جوزف مولر
- فین کیدلند
- جرج دیویس اسنل
- ایلیا پریگوگین
- استیون واینبرگ
- گونار مردال

از استادان مشهور دیگر این دانشگاه می‌توان جان ویلر و برایس دویت (Bryce DeWitt) را نام برد.

## ایرانیان دانشگاه تگزاس در آستین

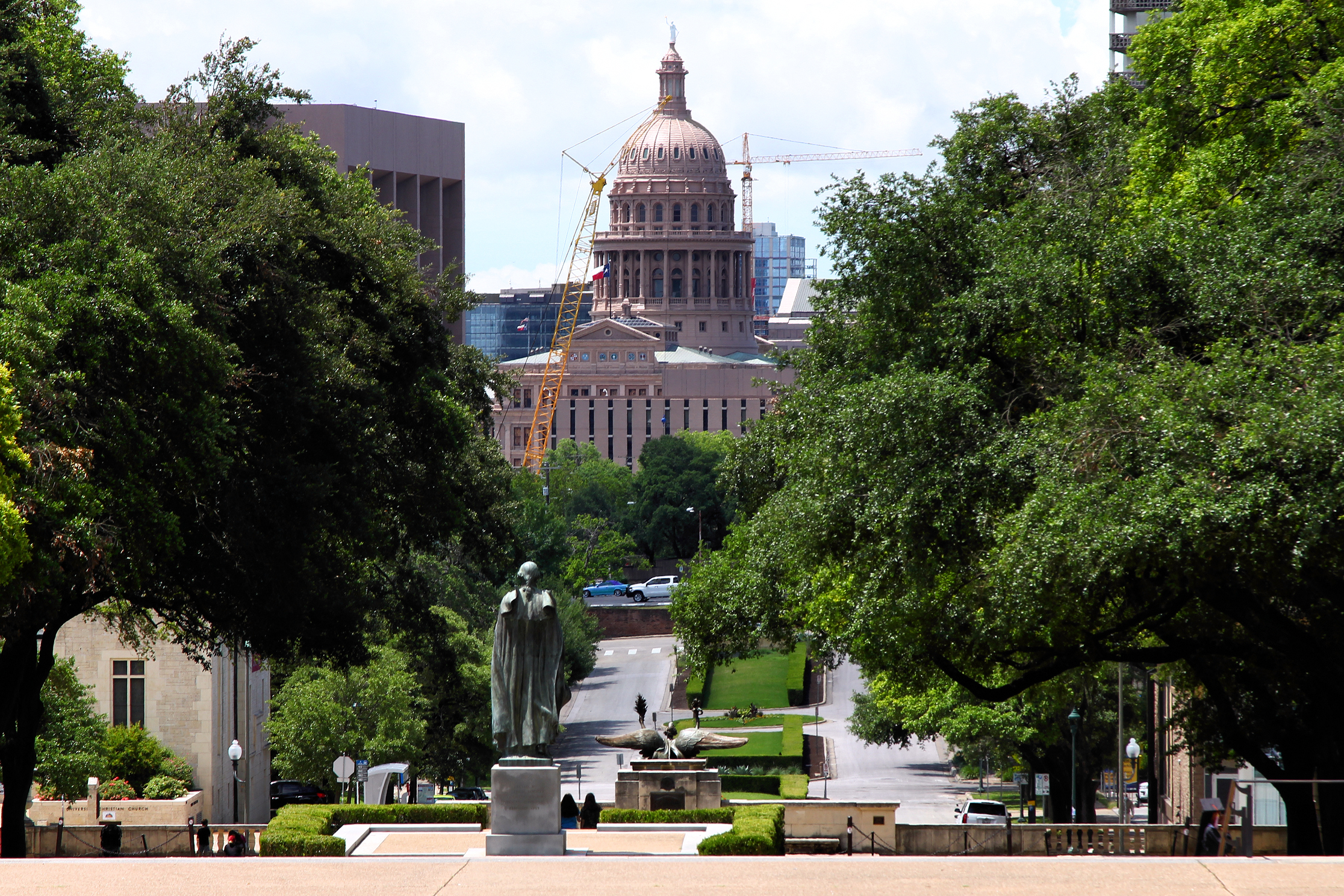
مجسمه جورج واشینگتن در دانشگاه تگزاس در آستین در مقابل کاپیتول ایالت تگزاس

دکترای زبان و ادبیات زبان فارسی در این دانشگاه ارائه می‌گردد. پروژه تأسیس برنامه‌های فرهنگ و ادبیات زبان فارسی در این دانشگاه در سال ۱۹۶۲ و توسط محمدعلی جزایری انجام گرفت. جزایری خود از برندگان جایزه فولبرایت (به انگلیسی: Fulbright scholarship) بود که در سال ۱۹۵۱ از دانشگاه تهران پای به این دانشگاه گذاشت و نخستین ایرانی شد که از این مؤسسه دکترا دریافت کرد.
مهرداد یزدانی دانش‌آموخته این دانشگاه بود.
امید کوکبی، مدرک دکترای خود را از این دانشگاه کسب نمود. وی بعد از فارغ‌التحصیلی، در سفری که برای ملاقات خانواده خود به ایران داشت، توسط نیروهای امنیتی، بازداشت شد و به جرم جاسوسی و همکاری با دولت متخاصم، به ۱۰ سال زندان محکوم شد. وی در زندان به سرطان کلیه دچار شد. در پی انتشار خبر بیماری وی، رئیس و مدیر مجموعه دانشگاه‌های ایالتی تگزاس، در نامه‌ای به نماینده ایران در سازمان ملل متحد، از وی خواستند به دلایل پزشکی و انسان‌دوستانه، امید کوکبی را آزاد کنند تا بتواند سلامتی خود را بازیابد و به تحصیلات خود در آن دانشگاه، ادامه دهد.

## دانش آموختگان

### سیاست
بیش از ۱۵ سناتور در سنای ایالات متحده آمریکا از این دانشگاه تحصیلات دارند. از دیگر مشاهیر سیاست:
- ران کرک
- جیمز بیکر
- کی بیلی هاچیسون
- حسن عضدی

### بانوان اول آمریکا
- لیدی برد جانسون
- لورا ولش بوش

### فناوری و دانش

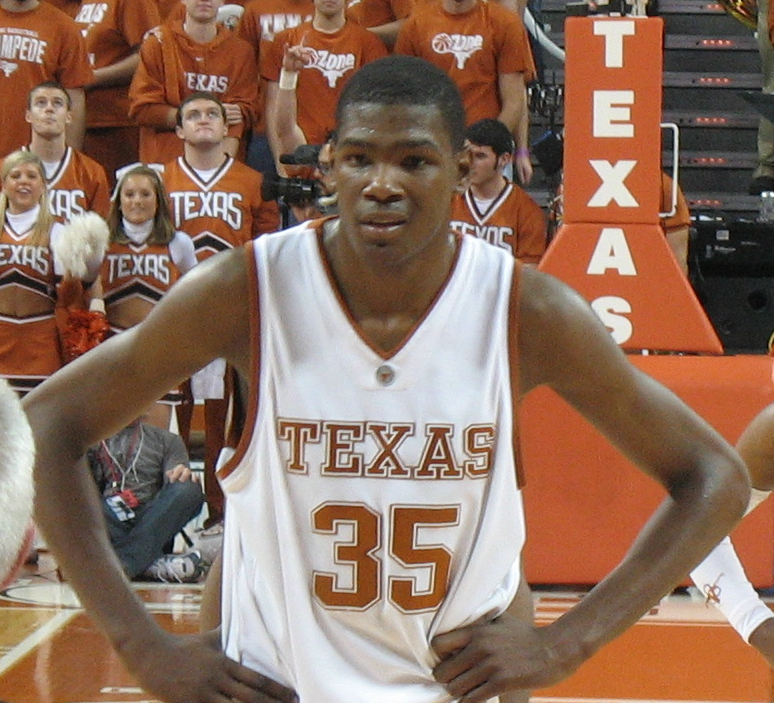
کوین دورانت قبل از شهرت خود در جهان و لیگ ان بی ای، بازیکن سرشناس تگزاس لانگهورنز بود.

- دنتون کولی
- مایکل دل

### سینما
- رابرت رودریگز
- رنی زلوگر
- اوون ویلسون
- متیو مک‌کانهی
- مارسیا گی هاردن
- وس اندرسون

### ورزش
از سوپراستارهای ورزشی تگزاس لانگهورنز می‌توان افراد زیر را نام برد:
- لامارکوس آلدریج
- کوین دورانت

## درازشاخان یوتی
تیم‌های ورزشی این دانشگاه با نام درازشاخان تگزاس (به انگلیسی: Longhorns) مشهورند. این تیم‌ها همواره در میان تیم‌های دسته اول لیگ‌های برتر آمریکا هر ساله به مقام می‌رسند. به‌طور نمونه، ۷ عضو تیم شنای این دانشگاه در سال ۲۰۰۸ همگی در زمره اعضای تیم ملی شنای ایالات متحده آمریکا در بازی‌های المپیک پکن بودند.
مسکات این دانشگاه بیوو نام دارد که نام درازشاخی است که نسل آن از سال ۱۹۱۶ تاکنون سمبل دانشگاه بوده‌است.

## نگارخانه

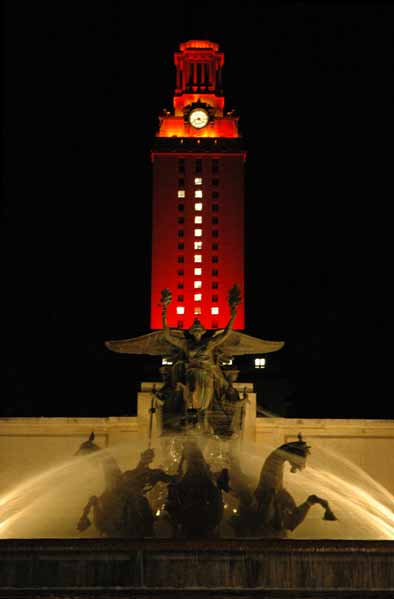
برج مرکزی ریاست و ساختمان مرکزی دانشگاه تگزاس در آستین
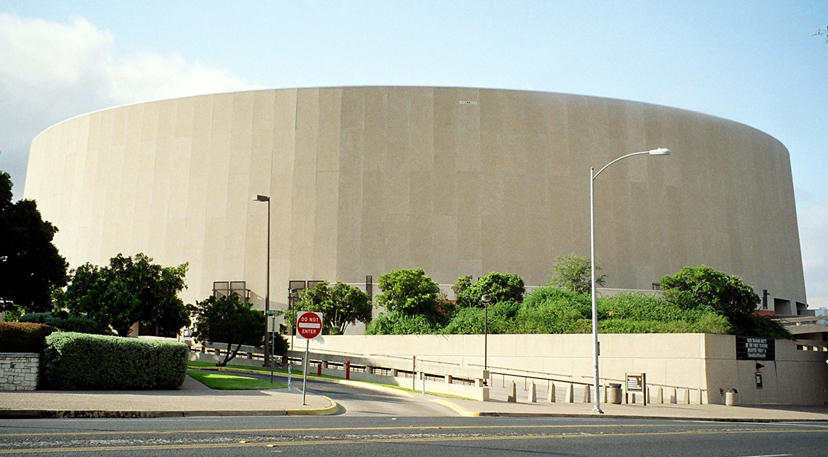
سالن سرپوشیده فرنک اروین، محل مسابقات بسکتبال
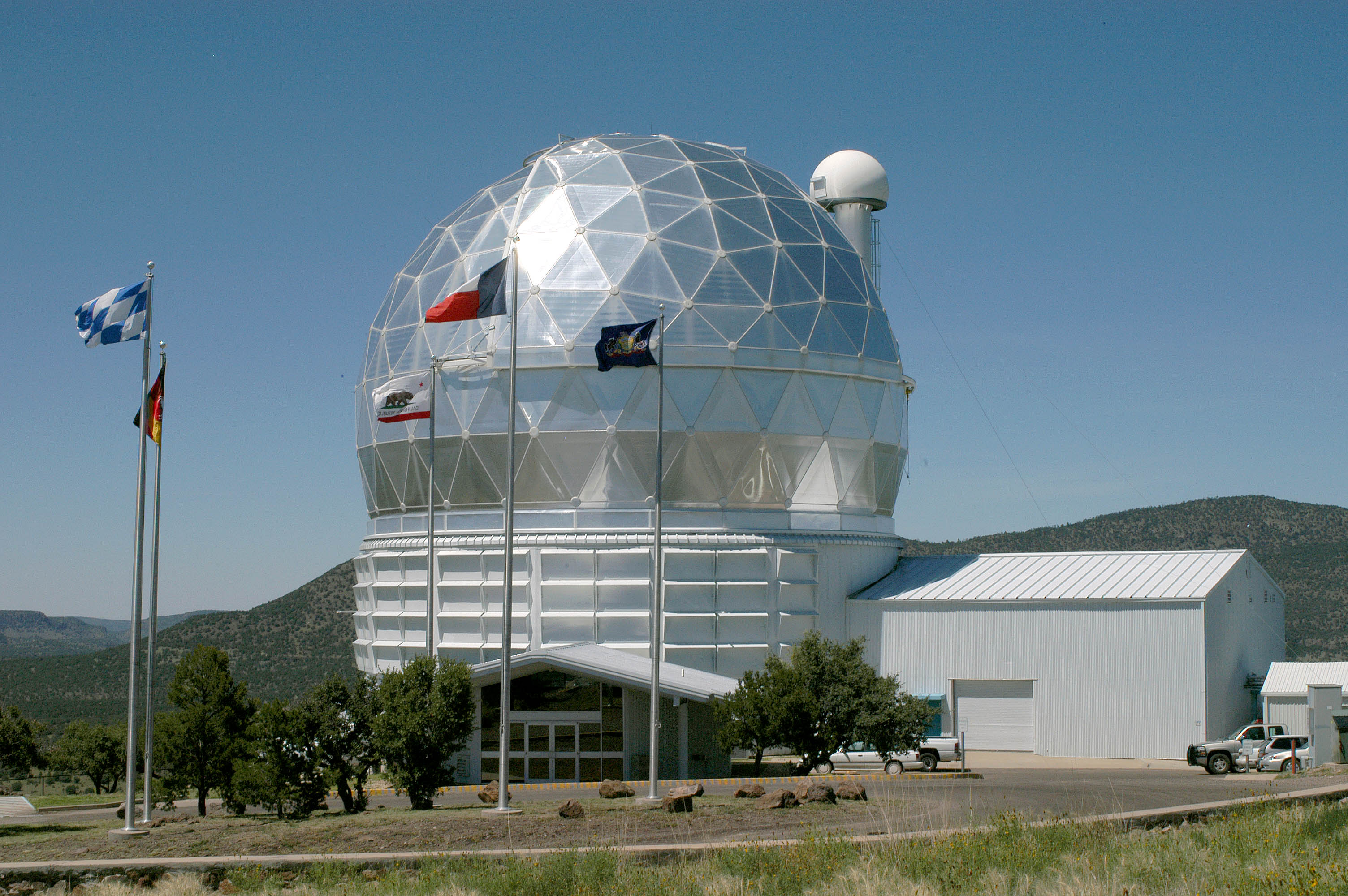
رصدخانه مکدونالد این دانشگاه حاوی تلسکوپ هابی-ابرلی با قطر آیینه ۹ متر و ۲۰ سانتیمتر
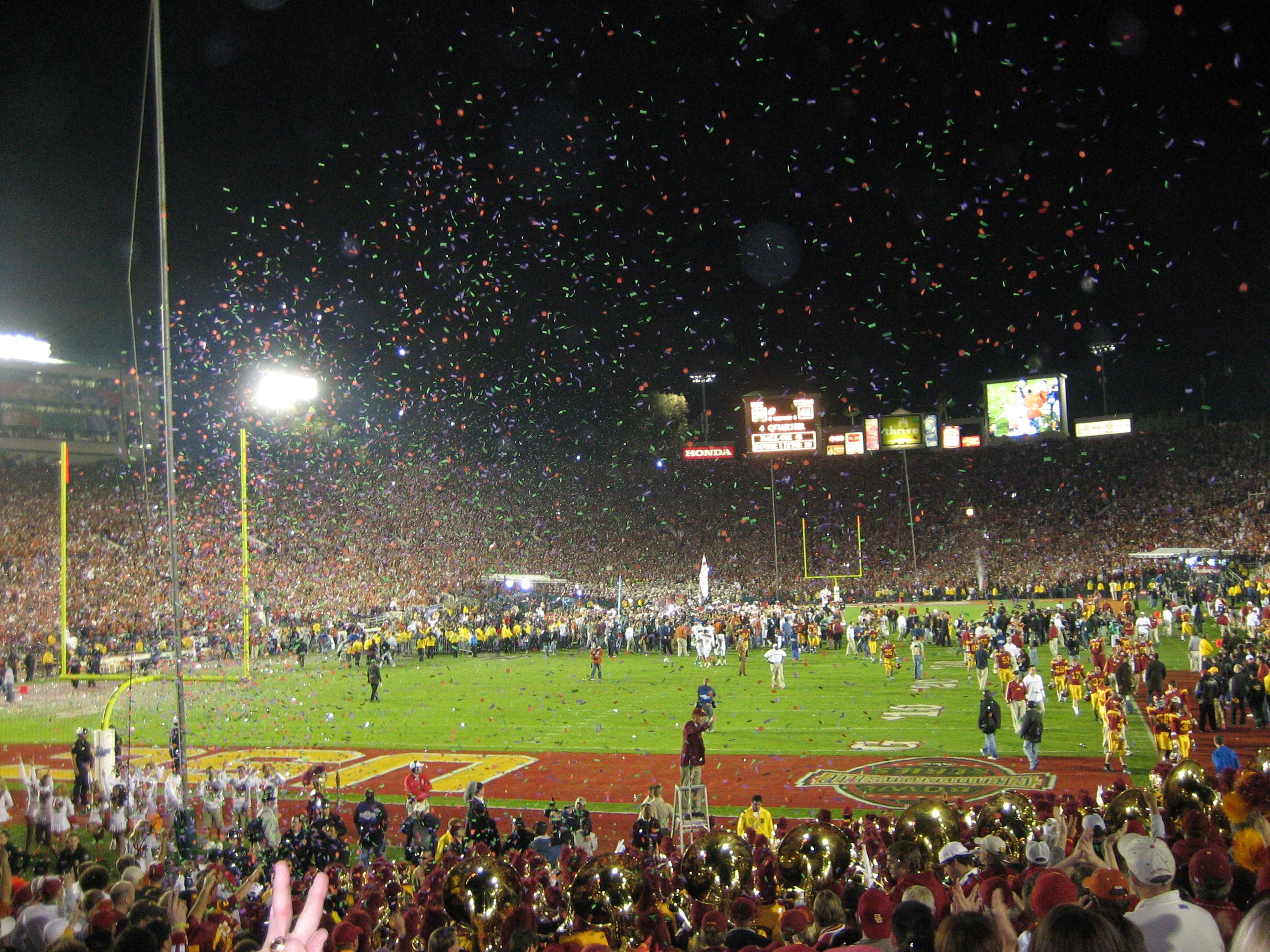
جشن پس از قهرمانی در فینال لیگ فوتبال آمریکایی در سال ۲۰۰۶